# Giro delle Fiandre femminile 2019
Il Giro delle Fiandre femminile 2019, sedicesima edizione della corsa e valevole come sesta prova dell'UCI Women's World Tour 2019 categoria 1.WWT, si svolse il 7 aprile 2019 su un percorso di 159,2 km, con partenza e arrivo a Oudenaarde, in Belgio. La vittoria fu appannaggio dell'italiana Marta Bastianelli, la quale completò il percorso in 4h16'50", alla media di 37,191 km/h, precedendo l'olandese Annemiek van Vleuten e la danese Cecilie Uttrup Ludwig.
Sul traguardo di Oudenaarde 100 cicliste, su 142 partite dalla medesima località, portarono a termine la competizione. 

## Squadre e corridori partecipanti
| N.      | Cod. | Squadra                    |
| ------- | ---- | -------------------------- |
| 1-6     | DLT  | Boels-Dolmans Cycling Team |
| 11-16   | MTS  | Mitchelton-Scott           |
| 21-26   | CCC  | CCC-Liv                    |
| 31-36   | TFS  | Trek-Segafredo             |
| 41-46   | SUN  | Team Sunweb                |
| 51-56   | CSR  | Canyon-SRAM Racing         |
| 61-66   | WNT  | WNT-Rotor Pro Cycling Team |
| 71-76   | TVC  | Team Virtu Cycling         |
| 81-86   | VAL  | Valcar Cylance Cycling     |
| 91-96   | MOV  | Movistar Team Women        |
| 101-106 | TIB  | Team Tibco-SVB             |
| 111-116 | PHV  | Parkhotel Valkenburg       |

| N.      | Cod. | Squadra                         |
| ------- | ---- | ------------------------------- |
| 121-126 | ALE  | ALÉ-Cipollini                   |
| 131-136 | FDJ  | FDJ Nouv. Aquitaine Futuroscope |
| 141-146 | BIG  | Bigla                           |
| 151-156 | BTC  | BTC City Ljubljana              |
| 161-166 | ASA  | Astana Women's Team             |
| 171-176 | LSL  | Lotto Soudal Ladies             |
| 181-186 | DVE  | Doltcini-Van Eyck Sport         |
| 191-196 | VAI  | Aromitalia-Basso Bikes-Vaiano   |
| 201-206 | HMT  | Health Mate-Cyclelive Team      |
| 211-216 | SER  | Servetto-Piumate-Beltrami TSA   |
| 221-226 | BPK  | BePink                          |
| 231-236 | HPU  | Hitec Products-Birk Sport       |

## Ordine d'arrivo (Top 10)
| Pos. | Corridore             | Squadra    | Tempo    |
| ---- | --------------------- | ---------- | -------- |
| 1    | Marta Bastianelli     | Team Virtu | 4h16'50" |
| 2    | Annem. van Vleuten    | Mitchelton | s.t.     |
| 3    | Cecilie Uttrup Ludwig | Bigla      | s.t.     |
| 4    | Sofia Bertizzolo      | Team Virtu | a 7"     |
| 5    | Ellen van Dijk        | Trek       | s.t.     |
| 6    | Katarz. Niewiadoma    | Canyon     | s.t.     |
| 7    | Chantal Blaak         | Boels      | a 10"    |
| 8    | Lisa Brennauer        | WNT-Rotor  | a 55"    |
| 9    | Lucinda Brand         | Sunweb     | s.t.     |
| 10   | Amy Pieters           | Boels      | s.t.     |